# Polen op het Eurovisiesongfestival 2016

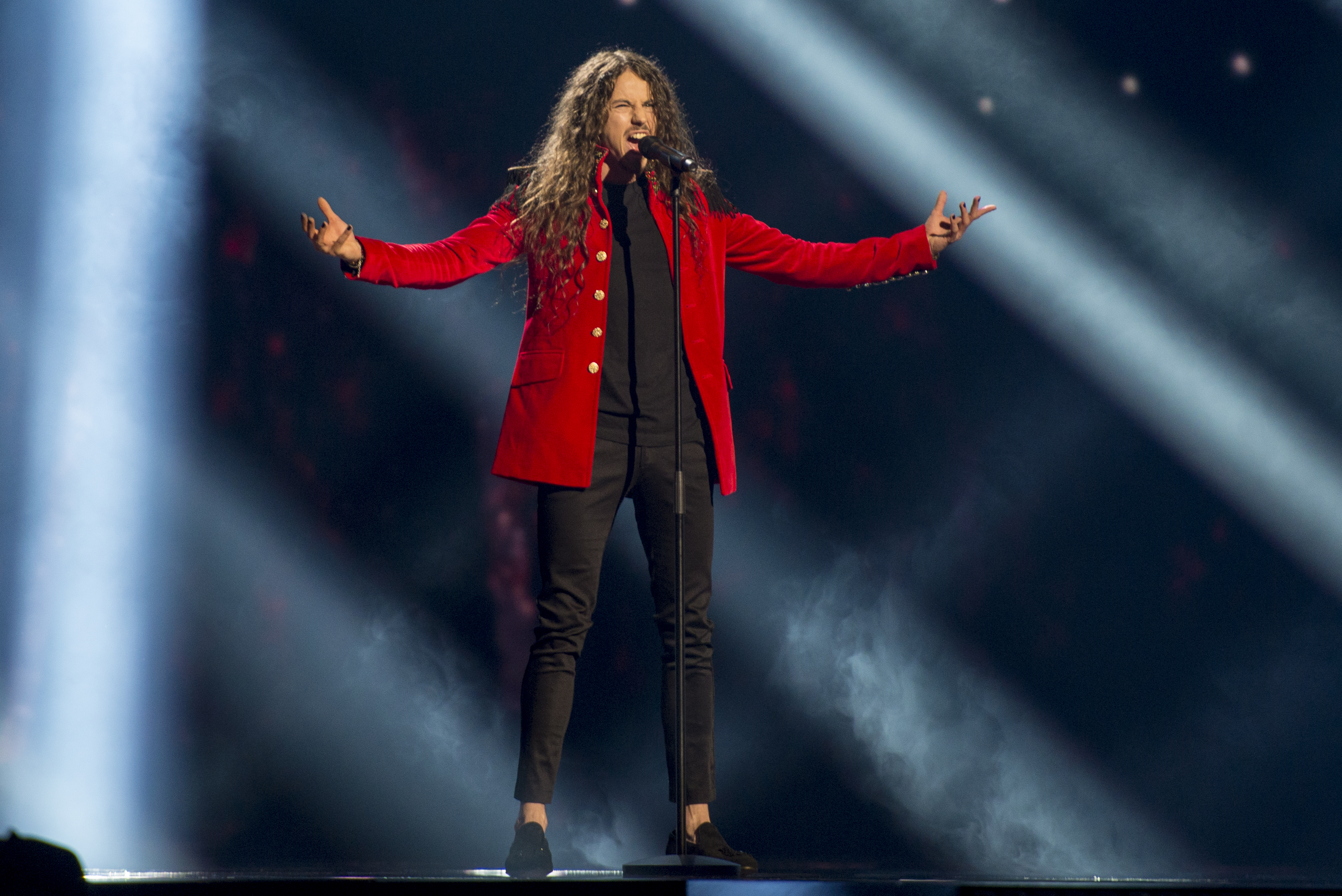
Polen tijdens het Eurovisiesongfestival in Stockholm.

Polen nam deel aan het Eurovisiesongfestival 2016 in Stockholm, Zweden. Het was de 19de deelname van het land aan het Eurovisiesongfestival. TVP was verantwoordelijk voor de Poolse bijdrage voor de editie van 2016.

## Selectieprocedure
Op 10 oktober 2015 maakte de Poolse openbare omroep bekend te zullen deelnemen aan de volgende editie van het Eurovisiesongfestival. Aanvankelijk was TVP van plan de Poolse act intern aan te wijzen en deze in februari te presenteren aan het grote publiek. Eind januari kwam TVP echter terug op deze beslissing, en gaf het aan een nationale finale te zullen organiseren. Het was voor het laatst in 2011 dat Polen een preselectie organiseerde.
Geïnteresseerden kregen van 28 januari tot en met 8 februari 2016 de tijd om een inzending op te sturen naar de openbare omroep. Uiteindelijk ontving TVP 88 inzendingen. Vervolgens selecteerde een vijfkoppige vakjury de negen acts die mochten deelnemen aan de nationale finale. De vakjury bestond uit Robert Janowski, Zygmunt Kukla, Artur Orzech, Waldemar Skowroński en Anna Will.
De Nationale Finale (Krajowe Eliminacje) 2016 werd gehouden in Warschau. Presentator van dienst was Artur Orzech. Het televotende publiek besliste autonoom wie namens Polen naar Stockholm mocht afreizen. De keuze viel uiteindelijk op Michał Szpak, en diens Color of your life.

## Krajowe Eliminacje 2016
5 maart 2016
| Plaats | Artiest               | Lied               | Stemmen |
| ------ | --------------------- | ------------------ | ------- |
| 1      | Michał Szpak          | Color of your life | 35,89 % |
| 2      | Margaret              | Cool me down       | 24,72 % |
| 3      | Edyta Górniak         | Grateful           | 18,49 % |
| 4      | Dorota Osińska        | Universal          | 8,71 %  |
| 5      | Natalia Szroeder      | Lustra             | 4,20 %  |
| 6      | Kasia Moś             | Addiction          | 3,39 %  |
| 7      | Taraka                | In the rain        | 2,26 %  |
| 8      | Aleksandra Gintrowska | Missing            | 1,74 %  |
| 9      | NAPOLI                | My universe        | 0,59 %  |

## In Stockholm
Polen trad in Stockholm in de tweede halve finale op donderdag 12 mei 2016 aan. Michał Szpak trad als tweede van achttien acts op, net na Justs uit Letland en gevolgd door Rykka uit Zwitserland. Polen wist zich te plaatsen voor de finale op zaterdag 14 mei.
In de finale trad Polen als twaalfde van de 26 acts aan. Het land eindigde als 8ste. Opvallend was dat Polen van de vakjury's weinig punten kreeg en net veel van de televoters.
1994 · 1995 · 1996 · 1997 · 1998 · 1999 · 2000 · 2001 · 2002 · 2003 · 2004 · 2005 · 2006 · 2007 · 2008 · 2009 · 2010 · 2011 · 2012-2013 · 2014 · 2015 · 2016 · 2017 · 2018 · 2019 · 2020 · 2021 · 2022 · 2023 · 2024 · 2025
Albanië · Armenië · Australië · Azerbeidzjan · België · Bosnië en Herzegovina · Bulgarije · Cyprus · Denemarken · Duitsland · Estland · Finland · Frankrijk · Georgië · Griekenland · Hongarije · Ierland · IJsland · Israël · Italië · Kroatië · Letland · Litouwen · Macedonië · Malta · Moldavië · Montenegro · Nederland · Noorwegen · Oekraïne · Oostenrijk · Polen · Rusland · San Marino · Servië · Slovenië · Spanje · Tsjechië · Verenigd Koninkrijk · Wit-Rusland · Zweden · Zwitserland